# Louis Apffel
Jean-Guillaume-Louis Apffel, né à Wissembourg (Bas-Rhin) en 1777 et mort dans la même ville le 11 mars 1847, est un avocat, amateur d'art et mécène français.

## Biographie
Avocat et magistrat, il fut conseiller général en 1815, puis maire du chef-lieu d'arrondissement en 1819. Héritier d'une fortune considérable, il la lègue à la ville de Strasbourg, ce qui permet à cette dernière de fonder un conservatoire de musique, puis un orchestre municipal.

## Hommages
Une rue de Strasbourg porte son nom.